# Obserwatorium Astronomiczno-Meteorologiczne na szczycie Pop Iwan
Obserwatorium Astronomiczno-Meteorologiczne im. Marszałka Józefa Piłsudskiego – dawne polskie obserwatorium astronomiczne, potocznie nazywane „Białym Słoniem”, położone w centrum Huculszczyzny, obecnie w stanie ruiny. Znajduje się na szczycie Pop Iwan 2022 m n.p.m. w paśmie Czarnohory w Beskidach Wschodnich na Ukrainie. Ruiny, z których rozciąga się rozległy widok, stanowią lokalną atrakcję turystyczną.
Obserwatorium w momencie oddania do użytku było najnowocześniejszym tego typu obiektem w Polsce i jednym z dwóch najnowocześniejszych wysokogórskich obserwatoriów w Europie, obok obserwatorium na Pic du Midi w Pirenejach. Obecnie budynek dawnego obserwatoriom jest odbudowywany.

## Historia

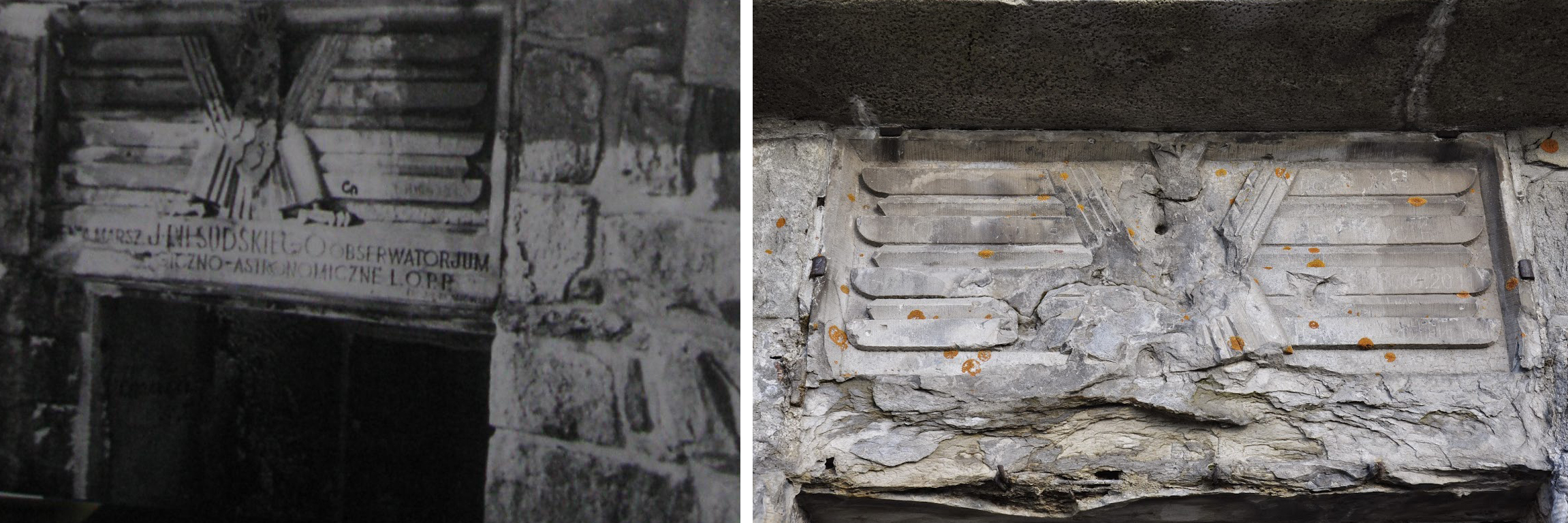
Orzeł nad wejściem

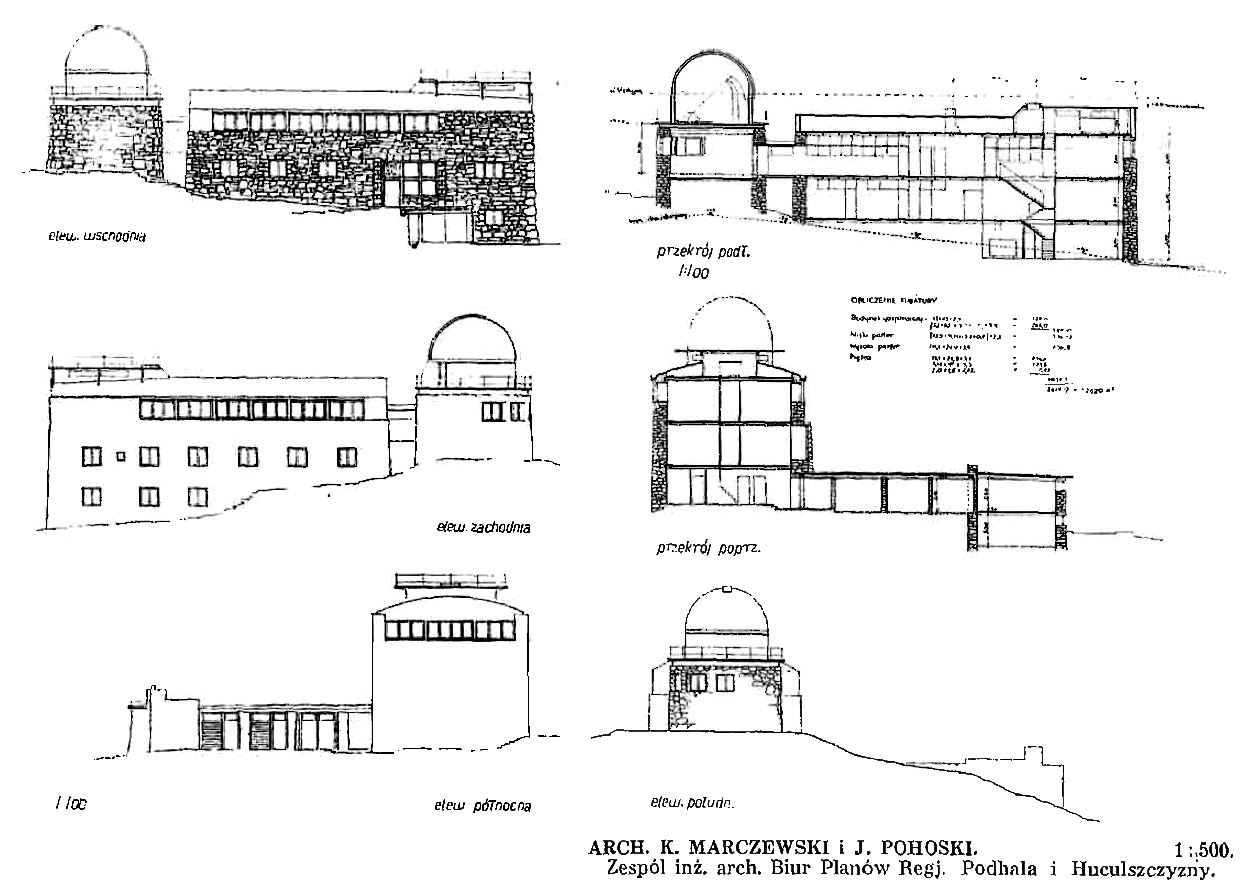
Plan

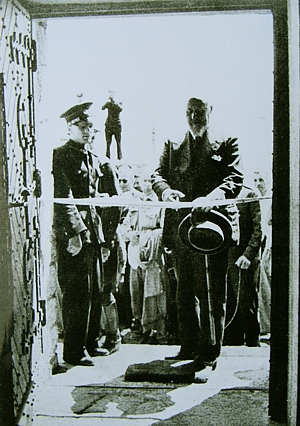
Otwarcie

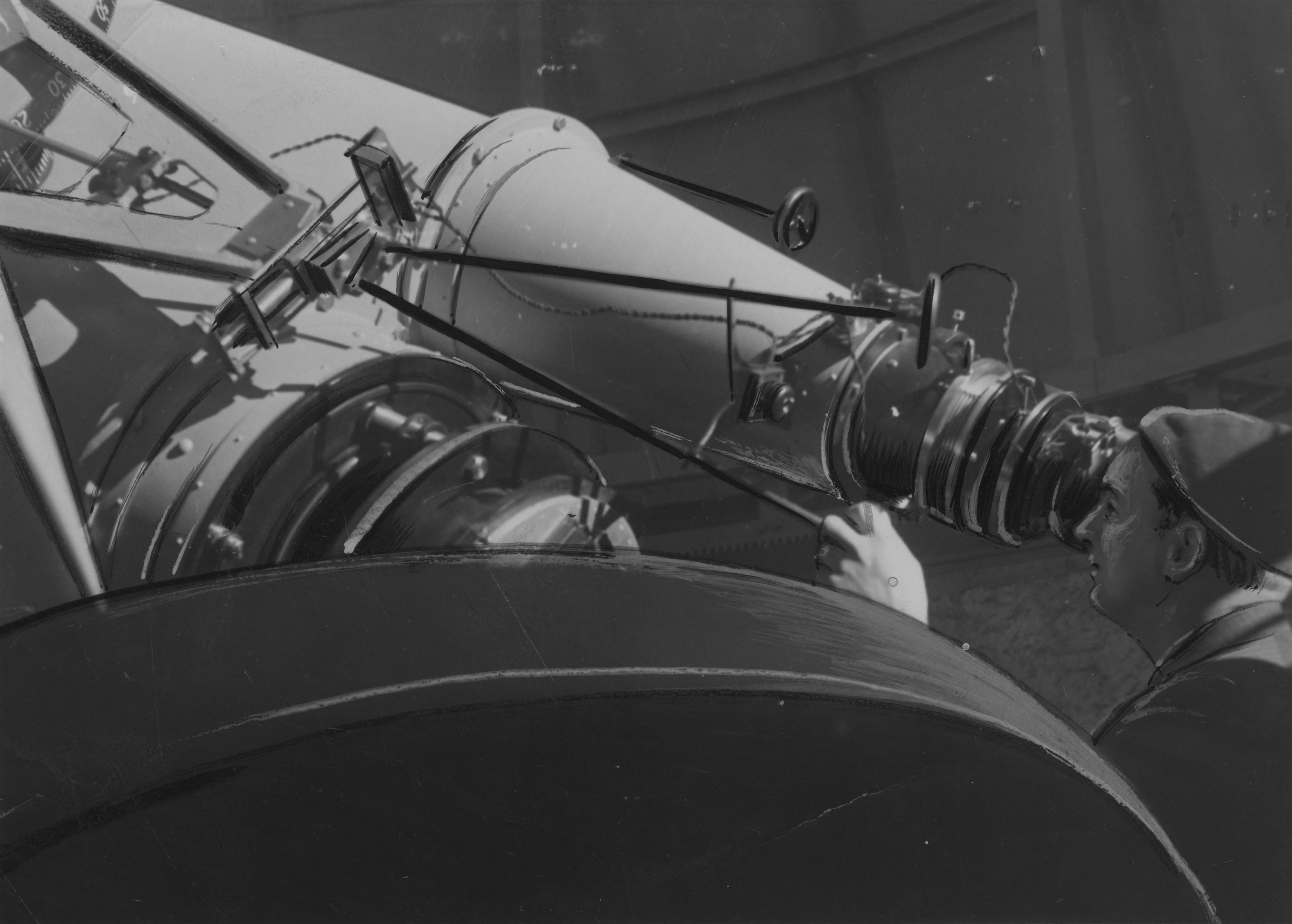
Teleskop obserwatorium

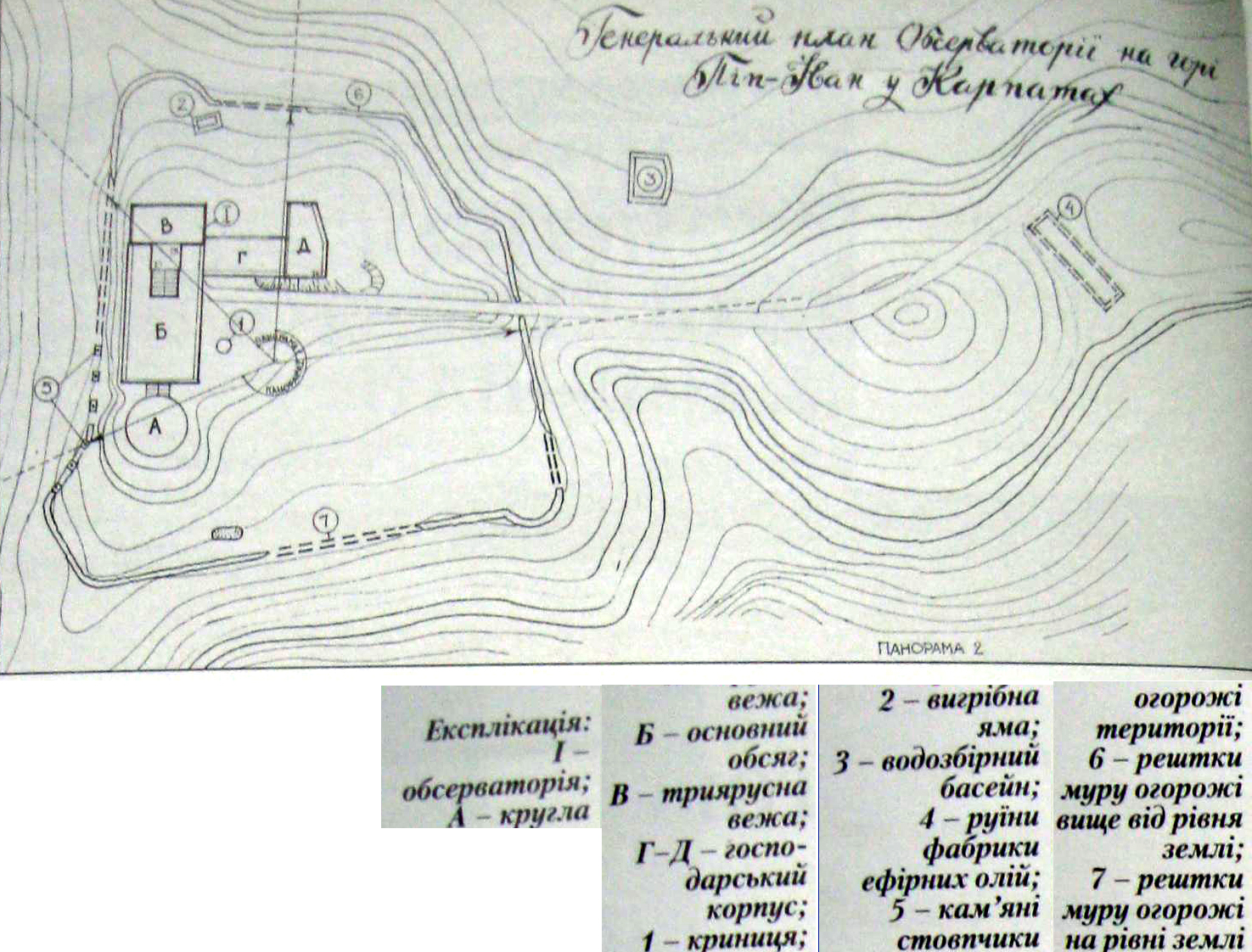
Mapa

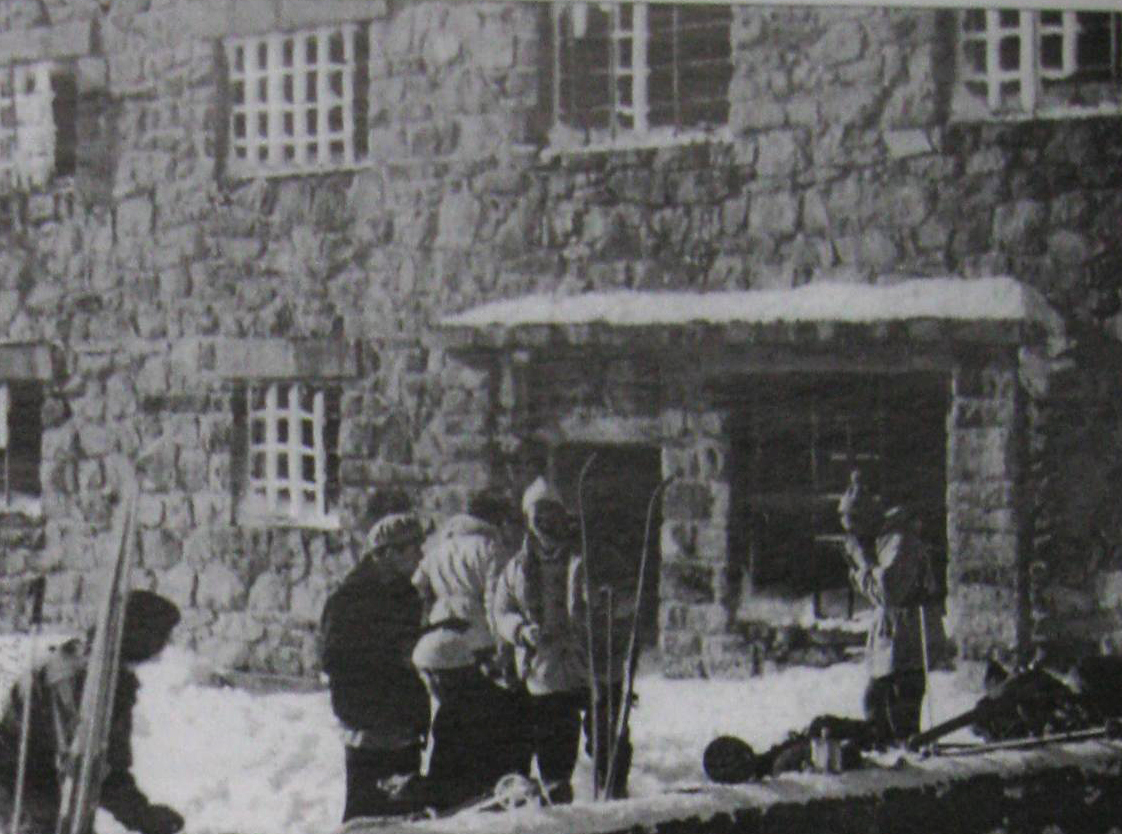
1964 r.

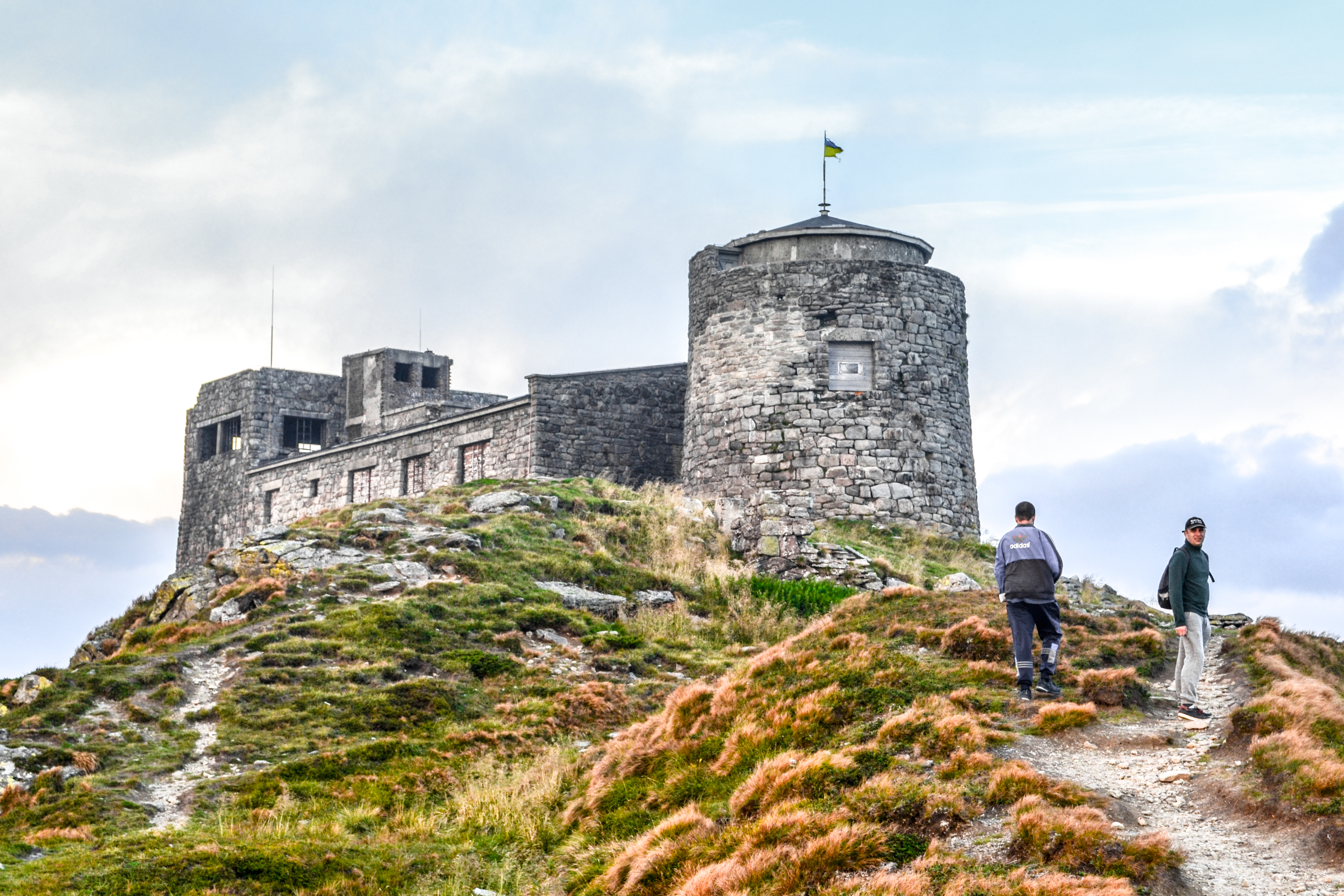
Stan na rok 2018

Jednym z inicjatorów budowy był generał II RP Leon Berbecki. Postawienie obserwatorium zaaprobował Józef Piłsudski. Budowa trwała trzy lata i była prowadzona w trudnych warunkach atmosferycznych (w tym czasie śnieg zalegał w tym rejonie 8-9 miesięcy w roku). W okresie jesiennym 1937 pogoda była tak niesprzyjająca, że pracujących robotników zmieniano co kilkadziesiąt minut. Budynek wzniesiono z miejscowego piaskowca, a wszelkie inne materiały (łącznie ponad 800 ton) zostały przetransportowane pod wzniesienie ciężarówkami i wozami z odległej o 120 km stacji kolejowej w Kołomyi oraz z odległej o 70 km Worochty (ówcześnie także w granicach Polski), a następnie na koniach huculskich i plecach ludzi zostały przeniesione na szczyt Pop Iwan. Budowa kosztowała niebagatelną w ówczesnym okresie sumę 1 mln polskich złotych. Projektantami obiektu byli Kazimierz Marczewski i Jan Pohoski z Biura Planu Regionalnego Podhala i Beskidu Zachodniego oraz Huculszczyzny. Kamień węgielny pod budowę obserwatorium położono 5 września 1936, a budynek uroczyście otwarto już 29 lipca 1938 roku. 
Przecięcia wstęgi dokonał Marszałek Senatu RP Aleksander Prystor, a  Uniwersytet Warszawski (przyszły użytkownik) reprezentowany był przez prof. Michała Kamieńskiego. Obecni byli także inni astronomowie warszawscy: Eugeniusz Rybka, Jan Gadomski i Maciej Bielicki. Obiekt nazwano imieniem Marszałka Józefa Piłsudskiego. Budynek prawdopodobnie wzorowany był architektonicznie na zamku w Przemyślu miał kształt litery L z dołączoną wieżą, 5 pięter, 43 pomieszczenia i 57 okien. Znajdując się na wysokości 2022 m n.p.m. był przez 14 miesięcy najwyżej położonym stale zamieszkanym budynkiem w granicach Polski.
Pełnił on funkcję zarówno obserwatorium astronomicznego, jak i meteorologicznego (głównie dla potrzeb lotnictwa). Wyposażony był w nowoczesny sprzęt, m.in. podwójny refraktor (trójsoczewkowy astrograf o średnicy obiektywu 33 cm i ogniskowej 200 cm, sprzężony z 25 centymetrowym refraktorem wizualnym o ogniskowej 300 cm) produkcji angielskiej firmy Sir Howard Grubb-Parsons and Co. Zasilanie w energię elektryczną zapewniał własny generator elektryczny napędzany silnikiem Diesla. W 1938 w obserwatorium przebywało kilku meteorologów, astronom, mechanik i służba pomocnicza. Były to osoby przygotowane do przebywania w trudnych warunkach, dobrze jeżdżące na nartach. Pracownicy zajmowali się badaniem wiatrów i gwiazd, mieli do dyspozycji kilkadziesiąt aparatów. Praca odbywała się 24 godziny na dobę. Co 3 godziny nadawano szyfrowane depesze o stanie pogody do Warszawy i Lwowa. Oprócz prowadzących badania, w budynku zamieszkiwali żołnierze Korpusu Ochrony Pogranicza (KOP). Kierownikiem obserwatorium został Władysław Midowicz – geograf i meteorolog.
Klimat obserwatorium okazał się wyjątkowo nieprzyjazny dla astronomów: w okresie od października 1938 do lipca 1939 było 27 nocy całkowicie bezchmurnych i 61 częściowo nadających się do obserwacji. Wyniki obserwacji meteorologicznych z tego okresu znajdują się w Archiwum IMGW.
Pod koniec kwietnia 1939 przybył do obserwatorium Stefan Szczyrbak (1909-1997) w celu prowadzenia obserwacji dla Państwowego Instytutu Meteorologicznego. Szczyrbak pozostał na Pop Iwanie do ewakuacji we wrześniu 1939. W maju 1939 obserwatorium odwiedził prof. Michał Kamieński (dyrektor Obserwatorium Astronomicznego UW) i zaproponował Szczyrbakowi dodatkowo pracę astronoma, którą ten podjął na początku czerwca 1939 (po uzgodnienie z PIM, że aktywności astronomiczne nie będą przeszkadzać meteorologicznym). Nie otrzymał on dalszych poleceń od Kamieńskiego, ale otrzymywał zlecenia od innych astronomów z Warszawy: Jana Gadomskiego i Włodziemierza Zonna. W okresie od czerwca do września 1939 Szczyrbak był jedynym astronomem na Pop Iwanie i w tym czasie dokonał ok. 70 obserwacji gwiazd zmiennych, kilkanaście rysunków Marsa (blisko opozycji), ok. 6 pozycji komety 16P/Brooks, oraz naświetlił klisze fotograficzne astrografem (które prawdopodobnie zaginęły w czasie wojny).
Bardzo wysokie koszty budowy i utrzymania, a także brak zrozumienia dla potrzeby istnienia placówki sprawiły, że obiekt nazywany był czasem ironicznie „Białym Słoniem”, będącym symbolem rzeczy niezwykle drogiej i całkowicie zbędnej. Nazwa ta (w oderwaniu od jej pierwotnego znaczenia) w popularnych przekazach funkcjonuje aż do dziś.
1 września 1939 Rada Wydziału Matematyczno Filozoficznego Uniwersytetu Warszawskiego uchwaliła przyjęcie obserwatorium na Popie Iwanie jako filii Obserwatorium Astronomicznego UW, uchwała ta nie została jednak zrealizowana w związku z wybuchem II wojny światowej.
Po agresji sowieckiej na Polskę, personel z polecenia władz państwowych zdemontował, 18 września 1939 roku, najcenniejsze urządzenia, opuścił obserwatorium i udał się na Zakarpacie (wtedy w granicach Węgier). Natomiast żołnierze KOP-u udali się w stronę Uścieryk, realizując rozkaz przekroczenia granicy z Rumunią.
Obiekt został zajęty przez Sowietów w końcu września 1939 roku. W dzień Sylwestra 1939 roku do obserwatorium dotarł rosyjski astronom, prof. Aleksander Jakowlewicz Orłow (który krótko przed tym odwiedził pozostałych na Uniwersytecie Lwowskim polskich astronomów). Na podstawie jego relacji można przypuszczać, że w budynku stacjonowała wtedy jakaś nieliczna załoga, najprawdopodobniej żołnierzy wojsk wewnętrznych NKWD. Na przełomie 1939 i 1940 roku na budynku zainstalowano duży reflektor, używany do kontrolowania granicy. Natomiast od połowy 1940 do czerwca 1941 roku na Popie Iwanie działała stacja meteorologiczna, której dyrektorem był Michaił K. Korostarenko. W czerwcu 1941 roku budynek zajęły wojska węgierskie, umieszczając tam swoją placówkę graniczną. Po opuszczeniu przez nich budynku, prawdopodobnie jeszcze przed zimą 1941, miejscowa ludność oraz przypadkowi „turyści” dokonali rabunku całego wyposażenia i doprowadzili obiekt do stanu ruiny. W marcu 1942 roku miejsce to wizytował po raz pierwszy dr Kurt Walter, niemiecki astronom, ustanowiony przez władze okupacyjne komisarycznym nadzorcą obserwatoriów astronomicznych na terenie Generalnego Gubernatorstwa. Polecił on zdemontować pozostałości astrografu Grubba (co miało miejsce na przełomie kwietnia i maja 1942) oraz przewieźć je do Lwowa (czerwiec 1942). Kurt Walter wizytował obserwatorium także w listopadzie 1942 roku.
Ocalała optyka podwójnego refraktora znajduje się obecnie w Planetarium Śląskim w Chorzowie (obiektyw 33 cm) i w obserwatorium w Ostrowiku (obiektyw 25 cm). W latach 60. Uniwersytet Lwowski zaproponował zwrot montażu teleskopu, jednak ze względu na jego bardzo zły stan techniczny i wysokie koszty transportu ówczesny dyrektor Obserwatorium Warszawskiego propozycji nie przyjął.
W latach 90. XX wieku polscy naukowcy z Departamentu ds. Polskiego Dziedzictwa Kulturowego za Granicą przy Ministerstwie Kultury i Dziedzictwa Narodowego przeprowadzili badania i ocenę stanu obserwatorium, dzięki czemu obiekt został uznany za przykład kulturowego i naukowego dziedzictwa Polski z okresu 20-lecia międzywojennego.
Od 2010 naukowcy z Polski, w porozumieniu z instytucjami ukraińskimi, podejmują kroki w celu reaktywowania placówki jako obserwatorium meteorologicznego, interdyscyplinarnego ośrodka dydaktycznego, a nawet schroniska (wznowienie obserwacji astronomicznych w obiekcie na chwilę obecną nie jest planowane).
M.in. z budżetu polskiego Ministerstwa Kultury i Dziedzictwa Narodowego wydzielono środki na sporządzenie projektu dokumentacji zabezpieczającej obiekt oraz na remont rotundy i odbudowę klatki schodowej w korpusie głównym budynku. Polskie Ministerstwo Kultury finansuje prace przy obserwatorium od 2010 i jest ono także największym dotatorem. Prace wspierane materialnie są również z funduszy Uniwersytetu Warszawskiego.
We wrześniu 2012 roku rozpoczęły się prace budowlane, na wstępie zamurowano otwory okienne i zaczęto zabezpieczać konstrukcję obiektu. W październiku tego samego roku budynek został pokryty nowym dachem. Tym niemniej projekt odbudowy obiektu, który – nawet jeśli nie stanie się zwykłym hotelem górskim, to i tak będzie generował wzmożony ruch turystyczny na wierzchołku Pop Iwana i stanowił realne zagrożenie dla przyrody tego masywu – budzi spory sprzeciw w wielu kręgach polskiego społeczeństwa.
W 2016 roku Uniwersytet Warszawski i Podkarpacki Uniwersytet Narodowy rozpoczęły remont kompleksu, by stworzyć ośrodek współpracy akademickiej i badań botanicznych, geologicznych, sejsmologicznych, meteorologicznych, astronomicznych i ornitologicznych, a także stanicę ratowniczą oraz szkołę ratownictwa górskiego.
Od lata 2016 roku, znajdowała się w budynku stacja ukraińskiego ratownictwa górskiego. 16 września 2017 roku  otwarto polsko-ukraińską stację ratownictwa górskiego, partnerem z polskiej strony jest GOPR. Otwarcia dokonał wiceminister MSWiA Jakub Skiba w obecności przedstawicieli Ukrainy oraz duchownych prawosławnych, greckokatolickich oraz rzymskokatolickich. Głównymi inicjatorami odbudowy obserwatorium byli dyrektor Studium Europy Wschodniej Uniwersytetu Warszawskiego Jan Malicki oraz rektor Uniwersytetu Podkarpackiego w Iwano-Frankiwsku (Stanisławowie) prof. Igor Cependa.

## Galeria

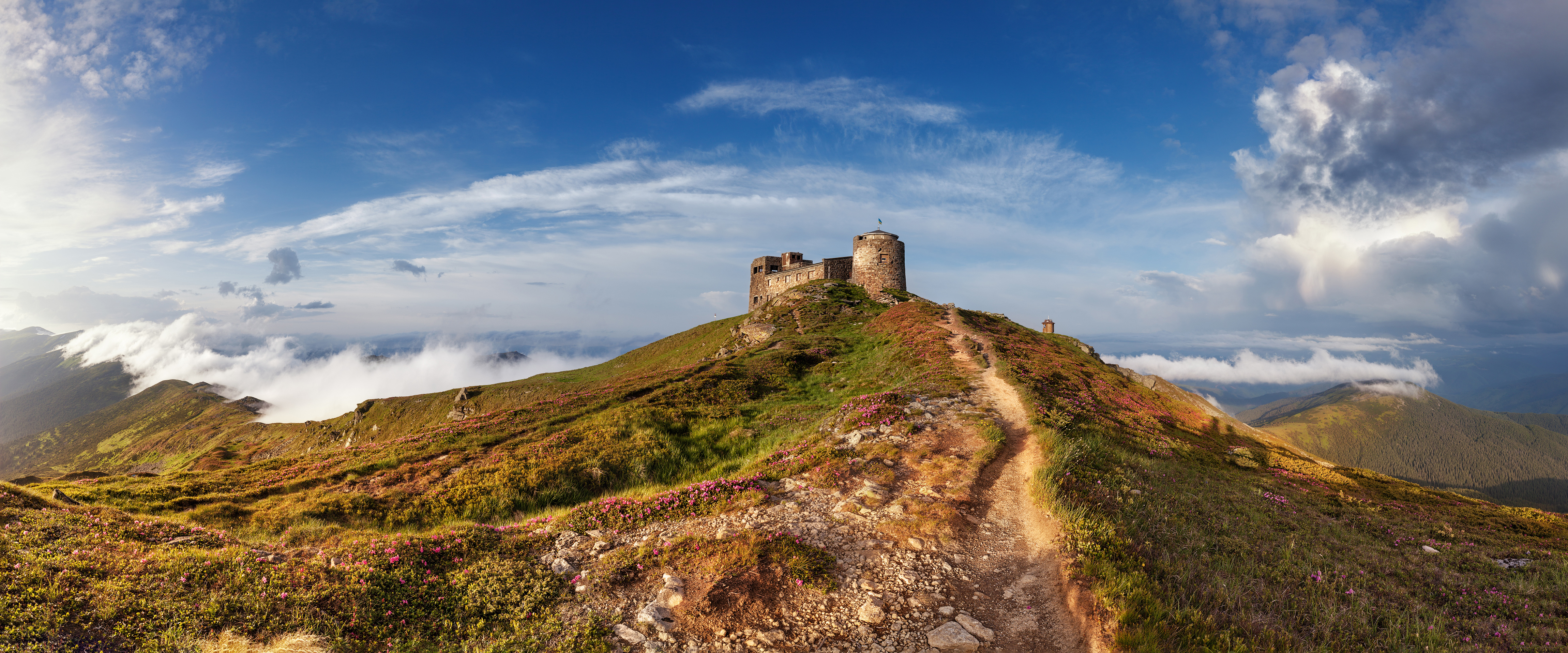
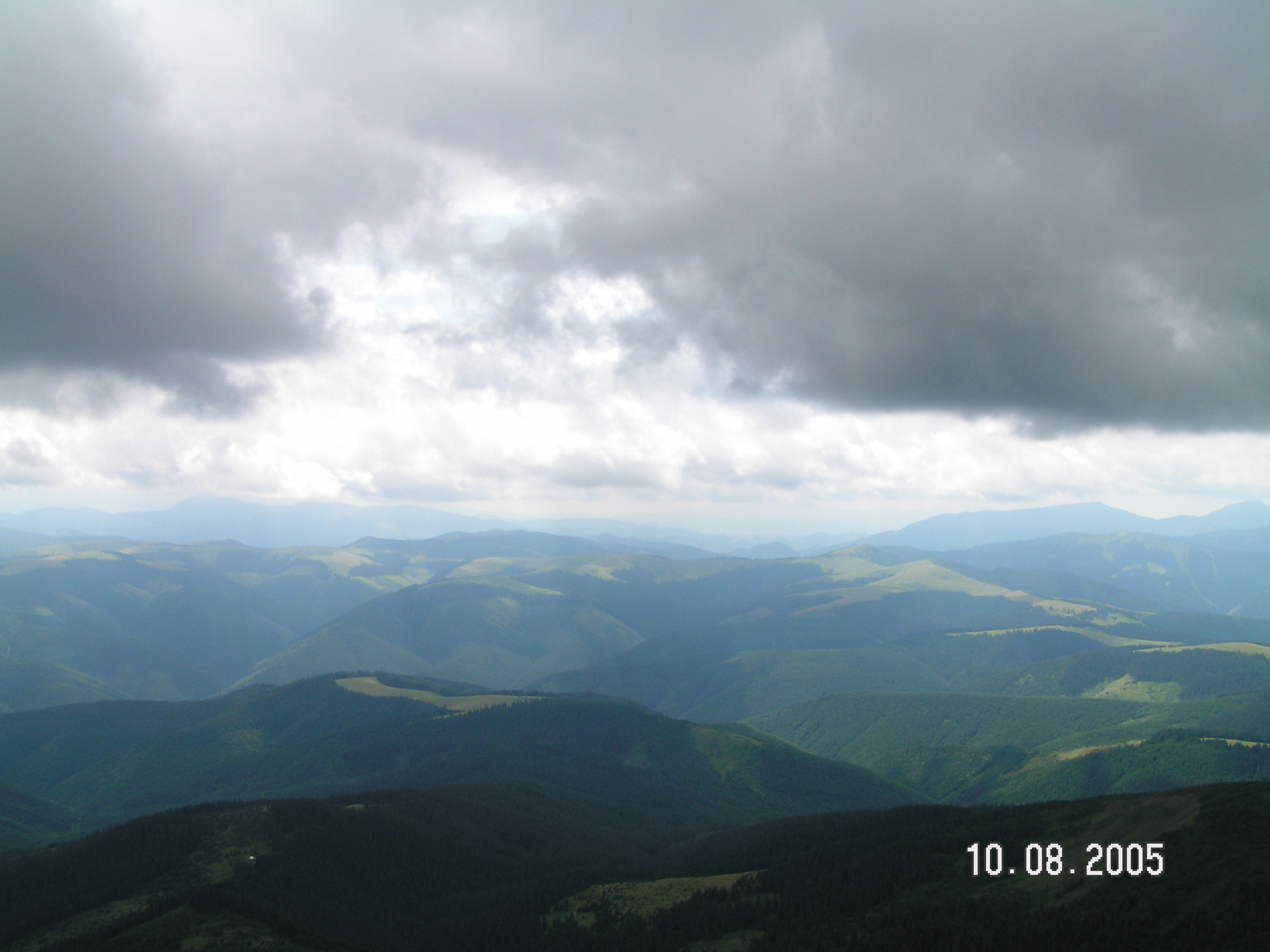
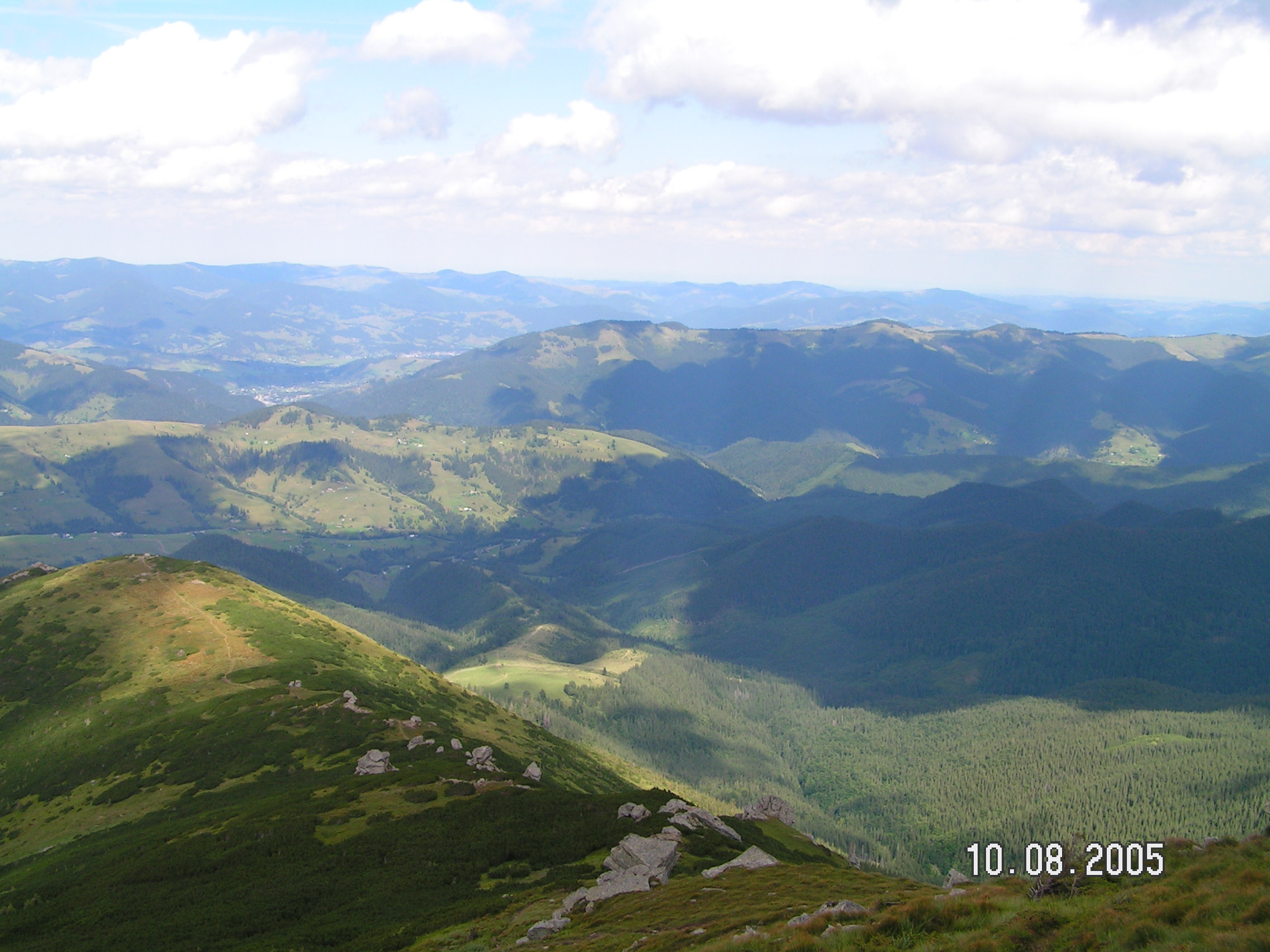
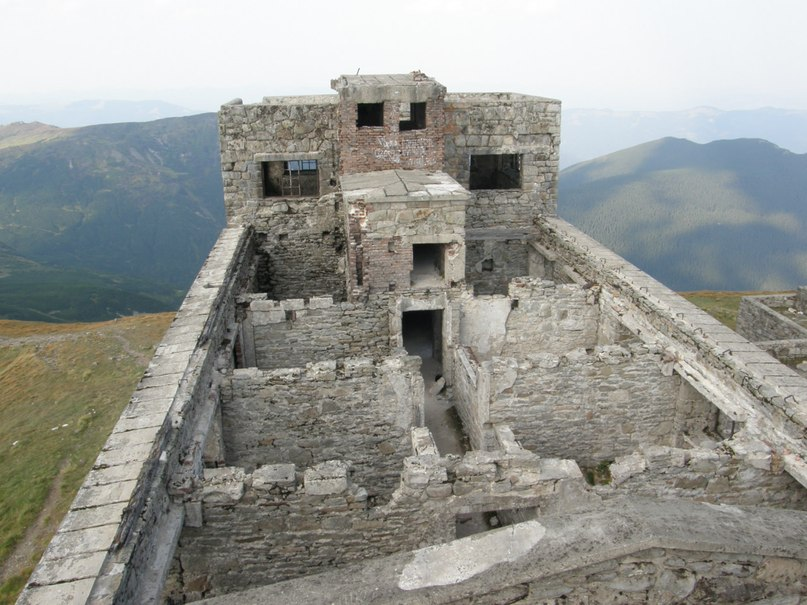
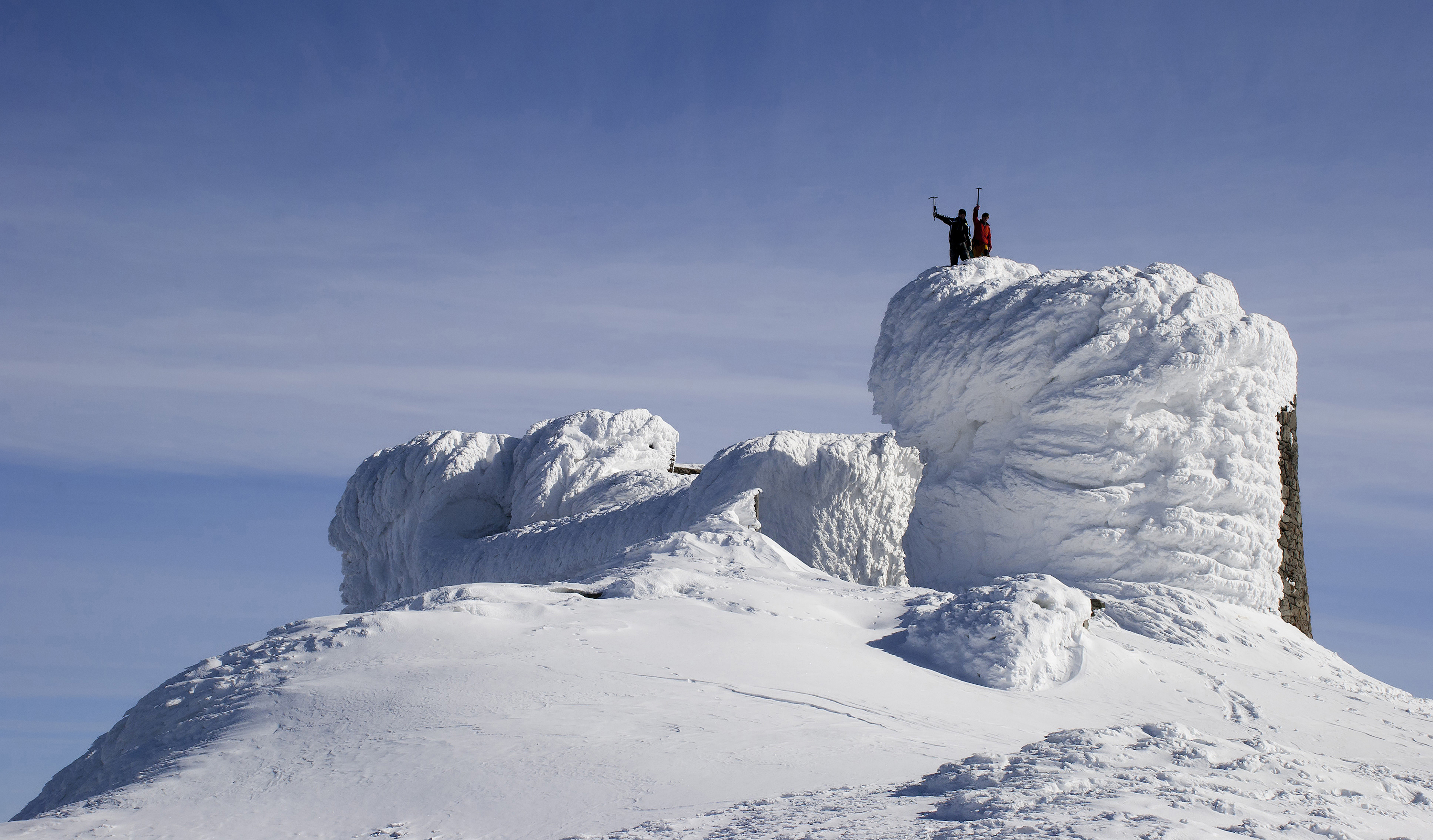
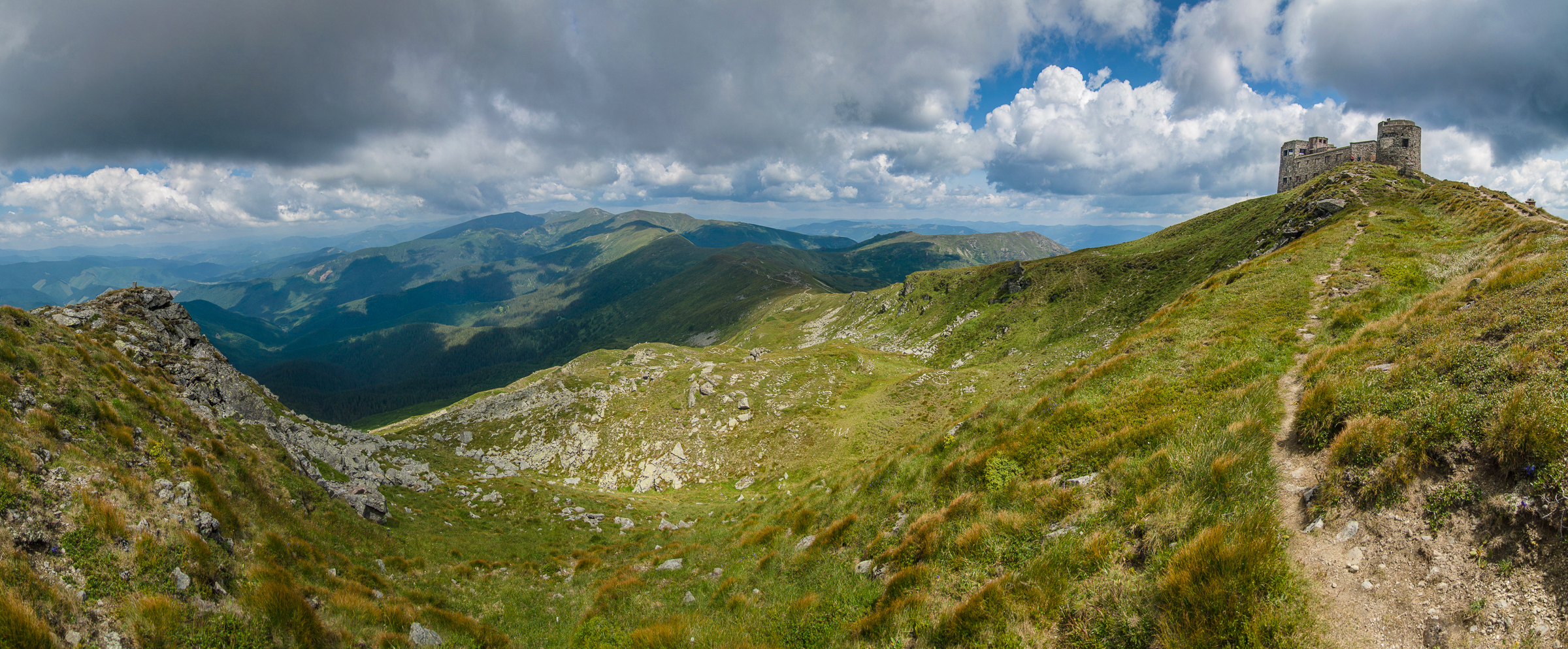
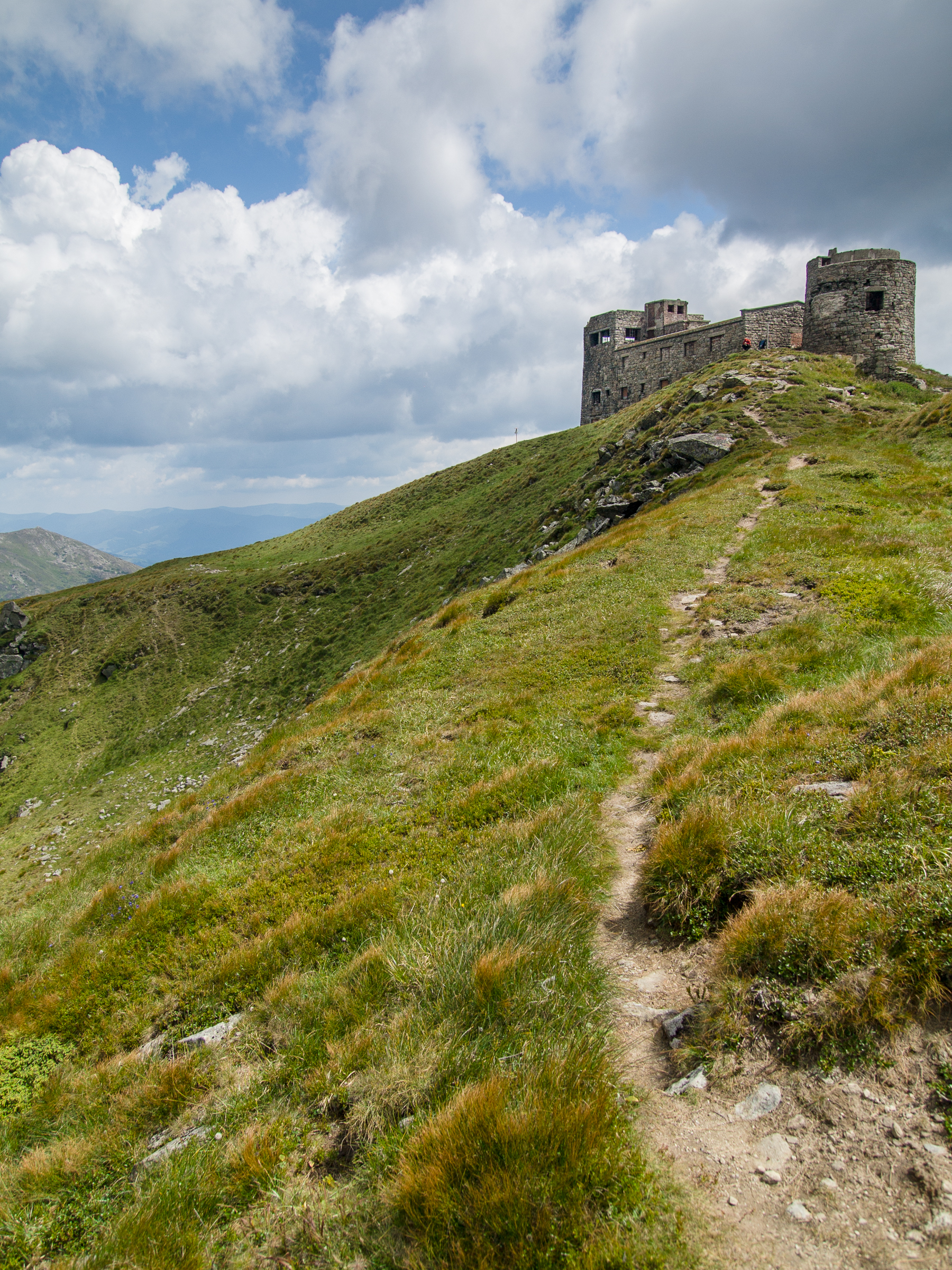
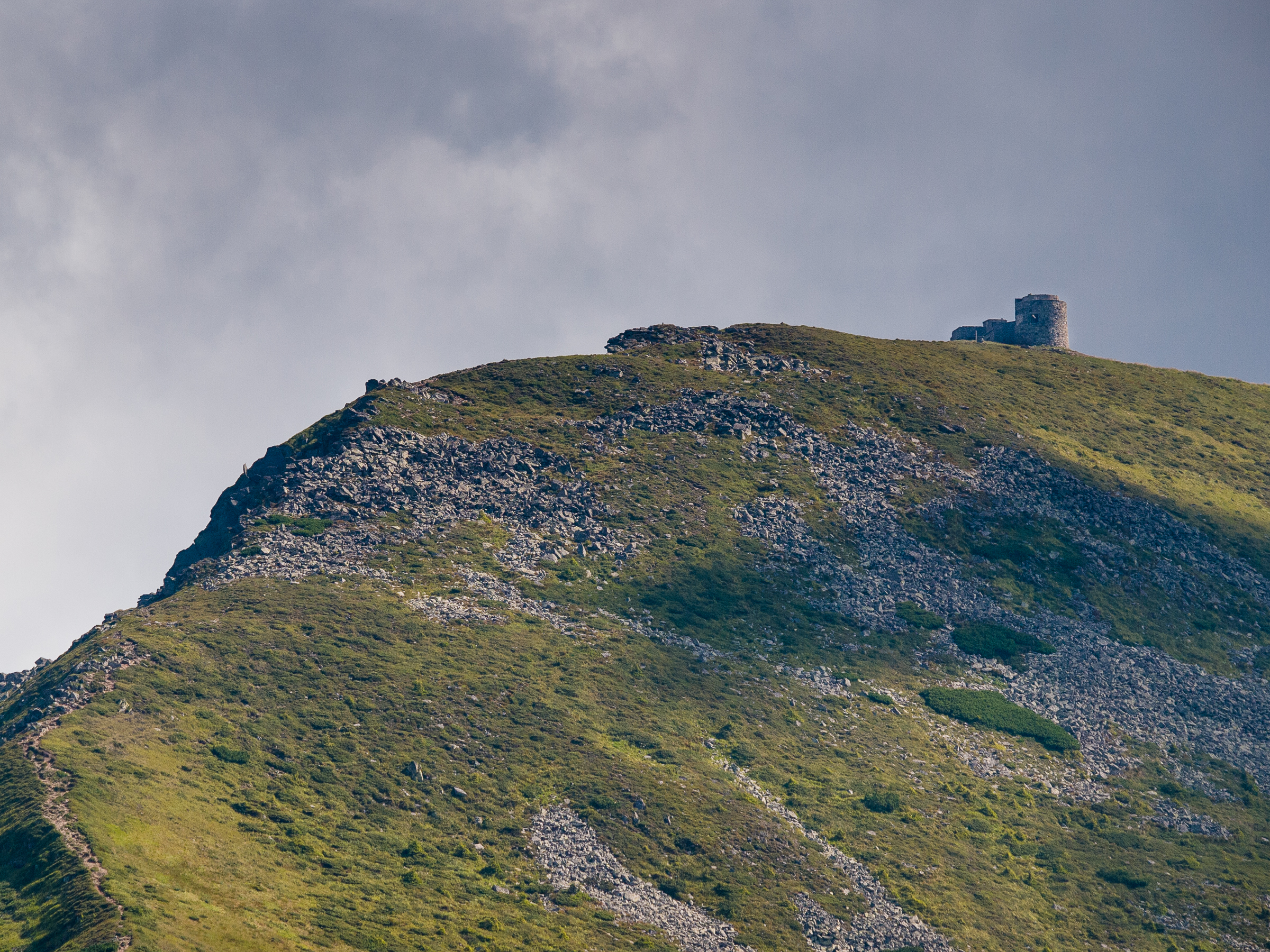